# De Bruyne DB-2 Snark
Le de Bruyne DB-2 Snark était un monoplan avion expérimental (en) britannique à quatre places conçu par Norman de Bruyne et construit par Aero Research Limited (ARL) à Duxford, une petite ville du Royaume-Uni, située dans le Cambridgeshire. Il a été construit pour tester des structures d'aile et de fuselage à revêtement travaillant en contreplaqué de faible poids lié à la bakélite.

## Développement
En 1931, Norman de Bruyne passe du temps à la de Havilland Aeronautical Technical School (en) en tant que pilote-apprenti-propriétaire; il est alors convaincu qu'il y a place pour un travail original dans une branche de l'aéronautique qui semblait s'être enlisée. La plupart des structures d'avions britanniques étaient conservatrices à cette époque, bloquées à l'ère du biplan. Il crée une entreprise appelée Cambridge Airplane Construction Company et se met à développer son propre avion léger. Le DB1, fut réalisé en collaboration avec le designer de Havilland R. E. Bishop, mais il n'existait que sur le papier. Sentant qu'il pouvait faire mieux, de Bruyne conçut le DB2 Snarck - sa première incursion dans la construction d'avions ; Le nom « Snark » (dans ses mémoires My Life, Midsummer Books, 1996), d'après la bête mystérieuse conçue par Lewis Carroll pour son poème The Hunting of the Snark, décrite comme «A peculiar creature, that won’t be caught in a commonplace way».
Les critiques émanant de l'Aeroplane and Armament Experimental Establishment (A&AEE) furent mitigées. Au moment où les conclusions de l'A&AEE ont été rédigées, Aero Research avait un nouvel établissement, à Duxford, au sud de Cambridge. de Bruyne y acheta 50 acres de terrain et construisit un petit hangar d'occasion dans lequel abriter le Snark, et le fit voler depuis le site. Outre la base bien établie de la RAF, Duxford disposait donc à la fin de l'entre-deux-guerres de deux aérodromes. de Bruyne écrivit pour The Airplane plusieurs articles sur les méthodes de construction aéronautique. Il fut par la suite été approché par de Havilland, ce qui a marqué le commencement de Aero Research Limited.

## Le Snark
Hormis la structure, le Snark était un monoplan à cabine quatre places à aile basse d'aspect conventionnel, propulsé par un moteur à pistons de Havilland Gipsy Major (en) de 130 ch (97 kW) monté sur le nez. Immatriculé G-ADDL , le Snark a volé pour la première fois de Cambridge le 16 décembre 1934 avec aux commandes de Bruyne.
Bien que des avions à revêtement travaillant de contreplaqué aient été construits auparavant, il a été affirmé à l'époque que le Snark était le premier à avoir été conçu avec des calculs de contrainte complets, y compris les charges portées par les peaux d'aile et de fuselage. Cela a conduit à un rapport poids chargé / déchargé élevé de 1,82; le Miles Falcon à 3/4 siège à moteur similaire, presque exactement contemporain, avait atteint 1,62.
En mai 1936, le Snark fut transféré au Royal Aircraft Establishment de Farnborough pour des recherches sur l'aérodynamique des monoplans à ailes épaisses, avec le numéro de série (en) L6103 ,. Bennett Melvill Jones, professeur d'ingénierie aéronautique à Cambridge, étudiait l'aérodynamique des ailes épaisses, et le Snark s' avéra un véhicule de recherche utile.
L'avion fut revendu à des civils 8 juin 1938, il n'avait pas de moteur et les plans du nouveau propriétaire Peter Masefield pour le faire voler ont à nouveau été interrompus par le déclenchement de la guerre. Le seul Snark fut détruit par les bombardements allemands à l'Aéroport de Croydon en 1940.
En guise de cadeau de retraite, Norman de Bruyne reçut l'hélice survivante du Snark - un rappel de sa carrière brève mais mouvementée en tant que constructeur d'avions.

## Caractéristiques
Source
- Équipage : 1
- Capacité : 3
- Longueur : 24 pi 7 po (7,49 m)
- Envergure : 42 pi 6 po (12,95 m)
- Poids à vide : 1 200 lb (544 kg)
- Poids brut : 2 200 lb (998 kg)
- Groupe motopropulseur: 1 × moteur à pistons en ligne de Havilland Gipsy Major , 130 ch (97 kW)
- Performance

- Vitesse maximale : 123 mph (198 km/h, 107 nœuds)
- Vitesse de croisière : 110 mph (177 km/h, 96 nœuds)
- Portée: 450 mi (724 km, 390 milles marins)
- Plafond de service : 15 500 pi (4 725 m)
- Taux de montée : 600 pieds/min (3,0 m/s)

### Remarques
1. 1 2  The Illustrated Encyclopedia of Aircraft 1985.
2. 1 2 3  Jackson 1973, p. 299
3. 1 2 3 4  (en) « The Snark: a peculiar aircraft that baffled experts », sur www.key.aero (consulté le 9 octobre 2022)
4. ↑  « Registration G-ADDL » [archive du 6 juin 2011], United Kingdom Civil Aviation Authority (consulté le 6 août 2009)
5. ↑  « Flight 27 December 1934 p.1378 »
6. ↑  The Illustrated Encyclopedia of Aircraft 1985, p. 1340.
7. ↑  Dunnell Aeroplane Monthly January 2015, p. 102.